# مارتن نيل بايلي
مارتن نيل بايلي (بالإنجليزية: Martin Neil Baily) (و. 1945 – م) هو عالم اقتصاد، وبروفيسور (أستاذ جامعي) من الولايات المتحدة الأمريكية ولد في شيكاغو.

## التعليم
تعلم في معهد ماساتشوستس للتقنية.

## مناصب وهيئات
أدار جامعة ييل.